# 走れコウタロー
『走れコウタロー』（はしれコウタロー）は、日本のフォークグループ・ソルティー・シュガーの2作目のシングル。1970年7月5日発売。発売後、口コミでチャートの順位を伸ばし、最終的に100万枚近いヒットとなり、ソルティー・シュガーは同年の第12回日本レコード大賞新人賞を受賞している。コミックソングの1つでもあり、発表から50年以上経った現在でも運動会で徒競走のBGMとして使われることがある。また、アニメみどりのマキバオーのOP「走れマキバオー」やウマ娘 プリティーダービーCMソング「走れウマ娘」といった馬を題材にしたアニメ主題歌の原曲でもあり、比較的幅広い世代にも知られている。

## 概要
元々はバンドの練習などで遅刻を繰り返していた山本厚太郎に対して池田謙吉を中心とした他のメンバーが作ったはやし歌であり、サビの「走れ、走れコータロー」の部分しかなかった。その後、実在する競走馬「コウタロー」がいた影響などもあり、競馬の歌として完成する。
高橋隆によると、当初は実在する競走馬「ミノル」への応援歌として作るつもりだったが、語呂が悪いことと、バンドのメンバーである山本厚太郎が練習に遅刻してばかりいるので、「ミノル」を「コウタロー」に変更してこのタイトルとなった。
1969年12月に発表したデビュー作が800枚程度しか売れず、メンバーは2作目は出せないと諦めていたが、MCや雰囲気が面白いという理由でラジオや学園祭に呼ばれるようになっていった。当初は静観していた日本ビクターも、この人気を受け、1970年春頃には2作目の発売に前向きになる。ディレクターらとのミーティングの際に「面白い歌はないか？」と聞かれた際に、楽器を持っていなかったが、伴奏の部分も全部口で演奏して同曲を即興で披露したところ、レコード化が即決され、同年4月にはレコーディングも終了。ライブで披露する際にも確実にウケる曲になった。
バンド的にはレコード発売直前に池田が突然死するという最大の危機が訪れていたものの、口コミなどで徐々に売り上げを伸ばし、発売から約2ヵ月半たった9月の最終週、オリコン週間チャート9位にランクされた後、5週をかけて3位となる。翌1971年の1週目に1位となった。
楽曲としては徹底的なパロディ精神で貫かれているのが特徴であり、出走前・観客席・出走後ゴール直前までのダービーの風景を描写しているものの、出走している馬名が他の博打に関連する言葉だったり、当時の人気ギャグだったりとメチャクチャであり、更には競馬とは全く関係ない「引っこ抜け」という応援が入ったりする。また、東京都知事として公営ギャンブルの廃止に取り組んでいた美濃部亮吉の声色をまねたナレーション、早口の実況中継が曲中に含まれている。都知事のナレーションに関しては麻雀の役の馬名に釣られて他の麻雀の役を言ってしまうというミスをやらかす。また実況中継に関しては興奮しすぎて馬名からの連想ゲームになり、「蛍の光」の歌詞の一節を実況してしまうという展開になるなど、二重三重のパロディが織り込まれている。
ジャケットのイラストは針すなおによる。1コーラス目と前述の台詞は高橋隆（レコード盤の台詞は池田）が、2コーラス目は手塚通夫が、3コーラス目は山本または佐藤敏夫（レコード盤は池田）が歌っている。

## エピソード
- パロディーだらけの曲であるものの、山本によると「きょうはダービー」と歌っているにもかかわらず実況部分では「本日の第4レース」となっていたため、「ダービーが第4レースなわけがないだろう」（通常、日本ダービーを含む重賞レースは終盤〈10〜12レース、殆どの場合第11レース〉に組まれており、午前中に当たる第4レースは平場しか組まれないが、2023年（令和5年）に暑熱対策の一環で障害重賞小倉サマージャンプと新潟ジャンプステークスを実施した実績がある）と発売当時に多くの批判が来たという[3]。なお、当時は競走馬には数え年を用いていたので歌詞は「4才馬」となっており（現在のダービーの出場資格である「満3才」に改められるのは2001年以降である）、また「コータロー号」はトップでゴールしたものの、「騎手も振り落としている」ので「落馬」扱いにより失格となっている。
- 元プロ野球選手の愛甲猛（元ロッテオリオンズ・中日ドラゴンズ）のロッテ時代の応援歌に、この曲が使われていた。
- 山本は、ソルティー・シュガーの解散後に白鷗大学で教鞭を執るかたわら、大学の硬式野球部長を務めていた。その縁で、同部OBの飯原誉士が、プロ野球（ヤクルト）入り後に「（ホームゲームでの）登場曲に（採用）しましょうか?」と、大のヤクルトファンである山本に打診したことがある。しかし山本が打診を固辞したため、引退に至るまで登場曲への採用は実現しなかった[4]。飯原が登場曲として使用することは叶わなかったのものの、山本の訃報が報じられた2022年7月には同じくヤクルトスワローズの外野手である山崎晃大朗が登場曲に使用した。
- 日曜午後にTBSラジオで放送の『爆笑問題の日曜サンデー』では、「田中裕二のサンデー競馬小僧」という競馬予想・実況中継コーナーがあり、その本編終了後に予想・中継の対象となったレースの確定結果・払い戻し金を伝える際にこの曲がBGMとして使用されている。

## 収録曲
1. 走れコウタロー
  - 作詞：池田謙吉／作曲：池田謙吉、前田伸夫／編曲：池田謙吉
2. 橋
  - 作詞・作曲：池田謙吉／編曲：船木謙一

## 映画作品
- 走れ！コウタロー 喜劇・男だから泣くサ

1971年2月6日、東宝系で上映（制作：東京映画）。併映は「喜劇 おめでたい奴」。
脚本：中西隆三、山本邦彦
監督：山本邦彦
出演：藤村俊二、左とん平、伴淳三郎、郷ちぐさ、緑魔子、菱見百合子、ソルティー・シュガーほか
曲のヒットにあやかった歌謡映画。藤村俊二の唯一の単独主演映画。

## 競走馬「コウタロー」
- コウタロー（父・ヒンドスタン　母・グレイベルベット　1960年生）

1962年～1966年に中央競馬に在籍し、通算66戦15勝。重賞を3勝(阪神3歳ステークス、阪神大賞典、愛知杯)し皐月賞や菊花賞、天皇賞など現在のGIレース（当時はGIなどの格付けは無く八大競走と呼称）にも出走している。ただし、日本ダービーには出走していない。八大競走での最高着順は1964年天皇賞・秋の3着。主戦騎手は加賀武見。管理調教師は柴田不二男。

## カバー
- アニメ・ゲーム関連
  - F・MAP -  「走れマキバオー」（替え歌：大田一水／編曲：石川鷹彦）というタイトルでカバー。テレビアニメ『みどりのマキバオー』オープニングテーマ。1996年3月21日発売のシングル「走れマキバオー」に収録。当時のフジテレビアナウンサー3名（福井謙二・三宅正治・青嶋達也、福井以外は競馬実況の担当者）がボーカルを務め、曲中の実況パートでは本職のアナウンサーによるスピード感ある実況を聞くことができる。歌詞は一部が原曲から変更され、「コウタロー」を「マキバオー」に差し替える[6]、美濃部亮吉の声マネ部分はリリース当時の都知事だった青島幸男をもじったセリフに変更する（都市博中止など当時の世相も取り入れられた）などのアレンジが行われている。
  - ゲーム『ウマ娘 プリティーダービー』出演声優8名（和氣あず未・高野麻里佳・Machico・上田瞳・大空直美・渡部優衣・藤井ゆきよ・明坂聡美）[7] - 「走れウマ娘」というタイトルでカバー。同作品CMソング。競馬を題材としたメディアミックスコンテンツの一環としてカバーされた。作品の設定や世界観に合わせて歌詞は大きく変更されている。2018年10月13日発売のシングル「走れウマ娘/ぱかチューブっ! ですが、何か?」に収録[8]。美濃部亮吉の声マネ部分もこの世界観に合わせたものになっていると同時に、ラーメンが好物であったリリース当時の都知事である小池百合子に纏わるものになっている。
- テレビCM
  - サントリー食品インターナショナル - 同社が製造・販売する缶コーヒーの新商品のテレビCM用として、MEN'S 5・淡谷三治が歌唱する替え歌を制作。CMのナレーションに杉本清を起用[9][10]。